# Чеботарёв, Василий Михайлович

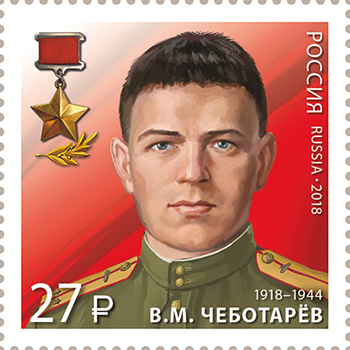
Почтовая марка России В. М. Чеботарёв (1918—1944)). 2018 год.

Василий Михайлович Чеботарёв (1918—1944) — советский военный. Участник Великой Отечественной войны. Герой Советского Союза (1945, посмертно). Гвардии лейтенант отдела военной контрразведки «Смерш» Наркомата обороны СССР.

## Биография
Василий Михайлович Чеботарёв родился 25 июня 1918 года в селе Гавриловка Кокчетавского уезда Акмолинской области РСФСР (ныне — в районе имени Габита Мусрепова, Северо-Казахстанская область, Казахстан) в крестьянской семье. Русский. После школы работал трактористом в совхозе «Хлебороб», затем забойщиком на руднике.
В ряды Рабоче-крестьянской Красной Армии В. М. Чеботарёв был призван в 1938 году. С началом Великой Отечественной войны направлен в Хабаровск в снайперскую школу 12-й отдельной стрелковой бригады. В боях с немецко-фашистскими захватчиками с 19 апреля 1942 года в должности снайпера-истребителя отряда снайперов 310-й стрелковой дивизии 4-й армии Волховского фронта. Боевое крещение принял в бою под Киришами. Член ВКП(б) с 1941 года Василий Михайлович скоро был назначен заместителем политрука отряда снайперов. За время работы снайпером на Волховском и Ленинградском фронтах Чеботарёв уничтожил более 60 немецких солдат и офицеров. Сам был трижды ранен. К концу 1942 года его назначили секретарём комсомольского бюро 1080-го стрелкового полка 310-й стрелковой дивизии. В январе 1943 года Василий Михайлович тяжело заболел и был эвакуирован в госпиталь.
После выздоровления В. М. Чеботарёв был направлен на курсы усовершенствования политсостава при штабе Уральского военного округа, затем учился в 1-й школе Главного управления контрразведки «Смерш» в Москве. В декабре 1943 года лейтенант В. М. Чеботарёв был назначен на должность оперативного уполномоченного отдела «Смерш» 19-й гвардейской танковой бригады 3-го гвардейского танкового корпуса, находившийся в резерве Ставки Верховного Главнокомандования. В конце февраля 1944 года корпус был передан Ленинградскому фронту, однако вследствие неблагоприятных погодных условий в боевых действиях не участвовал. 24 апреля 1944 года корпус убыл в Румынию на 2-й Украинский фронт, где вошёл в состав 5-й гвардейской танковой армии. Однако 5-я гвардейская танковая армия почти сразу была выведена в резерв Верховного Главнокомандования. Наконец в июне 1944 года гвардии лейтенант В. М. Чеботарёв оказался на 3-м Белорусском фронте.
23 июня 1944 года началась операция «Багратион». 3-й гвардейский танковый корпус был брошен в прорыв на Борисов. Первой крупной водной преградой, лежавшей на пути корпуса, была река Бобр. Для захвата переправ была сформирована десантная группа из танкистов и мотострелков, которой предстояло прорваться к мосту через реку и удержать его до подхода основных сил. Среди десантников был и оперуполномоченный отдела «Смерш» В. М. Чеботарёв, который имел специальное задание — взять контрольного пленного. Ночью 27 июня 1944 года танки с мотострелками на броне ворвались в расположение немецких частей на окраине посёлка Бобр и выбили немцев с занимаемых позиций, после чего вышли к реке и заняли плацдарм и переправу. В ходе боя лейтенант Чеботарёв, уничтоживший несколько немецких солдат, заметил пытающегося спастись бегством немецкого обер-лейтенанта, погнался за ним и, настигнув, взял в плен. Однако в это время немцы предприняли контратаку и Василий Михайлович оказался в окружении. В двухстах метрах от себя он увидел, как группа немецких солдат захватила советскую санитарку. Увидел немцев и пленный обер-лейтенант, после чего он бросился на Чеботарёва. В короткой рукопашной схватке эсэсовец был убит, после чего Василий Михайлович бросился на помощь санитарке. Но немцев оказалось слишком много. В рукопашной схватке он получил пять ножевых ранений, после чего немцы добили его штыками и после изуродовали тело.
Взять переправу немцам не удалось. В течение 12 часов гвардейцы 3-го танкового батальона 3-го гвардейского танкового корпуса под командованием капитана Л. К. Ерофеевских отбивали яростные атаки фашистов. К середине дня 28 июня 1944 года к переправе подошли основные силы корпуса, и враг был отброшен к Борисову. Тело гвардии лейтенанта Чеботарёва было найдено и с воинскими почестями похоронено на месте боя в 2-х километрах от посёлка Бобр Крупского района Минской области Белоруссии.
29 июня 1945 года Указом Президиума Верховного Совета СССР гвардии лейтенанту Чеботарёву Василию Михайловичу было присвоено звание Героя Советского Союза посмертно.

## Награды
- Медаль «Золотая Звезда» (29.06.1945, посмертно)
- Орден Ленина (29.06.1945, посмертно)
- Орден Красной Звезды (13.07.1942)

## Память
- Памятник Герою Советского Союза В. М. Чеботарёву установлен на месте его гибели у городского посёлка Бобр Крупского района Минской области Республики Беларусь[1].
- Именем Героя Советского Союза В. М. Чеботарёва названы улицы в городе Минске Республики Беларусь, сёлах Гавриловка и Рузаевка Республики Казахстан, городском посёлке Бобр Республики Беларусь.
- В декабре 2018 года Почта Луганской Народной Республики выпустила посвященную В. Чеботарёву марку, входящую в блок «100 лет органам военной контрразведки»[2], а АО «Марка» — марку и малый лист.

## Документы
- Общедоступный электронный банк документов «Подвиг Народа в Великой Отечественной войне 1941—1945 гг.» Дата обращения: 8 июня 2012. Архивировано из оригинала 13 марта 2012 года.

Комплект наградных документов на звание Героя Советского Союза. Дата обращения: 8 июня 2012. Архивировано 24 сентября 2012 года.
Комплект наградных документов на орден Красной Звезды. Дата обращения: 8 июня 2012. Архивировано 24 сентября 2012 года.
- Обобщённый банк данных «Мемориал». Дата обращения: 8 июня 2012. Архивировано из оригинала 10 мая 2012 года.

ЦАМО, ф. 58, оп. 18001, д. 327. Дата обращения: 3 мая 2020. Архивировано 24 сентября 2012 года.
Информация из списков захоронения. Дата обращения: 3 мая 2020. Архивировано 24 сентября 2012 года.